# Bloedbad van Kielce
Het Bloedbad van Kielce was een massamoord gericht op Joodse kinderen in de stad Kielce, Polen.
Op 23 mei 1943 werden vijfenveertig Joodse kinderen, die het getto van Kielce en een concentratiekamp hadden overleefd, op de begraafplaats Pakosz in Kielce bijeen gebracht. Alle kinderen, in de leeftijd van vijftien maanden tot vijftien jaar, werden door de nazi's vermoord.